# Triangle Strategy
Triangle Strategy es un videojuego de rol táctico codesarrollado por Square Enix y Artdink. El juego fue publicado por Square Enix en Japón y por Nintendo internacionalmente para Nintendo Switch el 4 de marzo de 2022. La versión para Microsoft Windows fue publicada por Square Enix y fue lanzada el 13 de octubre de 2022. El juego fue posteriormente lanzado en PlayStation 5 y Xbox Series X/S el 20 de agosto de 2025. El desarrollo del juego fue encabezado por el productor de videojuegos Tomoya Asano, quien también produjo Bravely Default y Octopath Traveler.

## Desarrollo
El juego fue anunciado por primera vez bajo el nombre de "Project Triangle Strategy" el 17 de febrero de 2021 durante un Nintendo Direct. La presentación anuncio el juego como una colaboración entre Square Enix y Artdink. El desarrollo fue liderado por el productor de Square Enix Tomoya Asano quien anteriormente había producido Bravely Default y Octopath Traveler. Asano señalo que el cambio de dirección del típico JRPG de los títulos pasados al RPG táctico vino de su deseo de crear un juego con una historia más madura y adulta, algo que creyó más propio en RPG táctico. Las primeras imágenes del juego también se mostraron el mismo día, donde se mostraba que tenia el mismo tipo de graficos "HD-2D" que el Octopath Traveler, donde se le da una alta definición y un efecto visual 3D a un estilo gráfico tipo SNES. El juego fue desarrollado utilizando el motor gráfico Unreal Engine 4. Tras el anuncio también se lanzó al público un demo gratuita.
En septiembre de 2021 se reveló que el título final del juego seria Triangle Strategy, ademas, desde Square Enix habían encuestado a los jugadores de la demo, e hicieron cambios directos basado en el feedback del público. Algunos de los cambios que surgieron de la demo fueron la inclusión de modos de dificultad adicionales, distintos controles de cámara y la posibilidad de re-leer los diálogos anteriores de los personajes, también se realizaron mejoras en los gráficos y los tiempos de carga. En un principio la intención era que la campaña principal del juego durara alrededor de 50 horas, aunque más tarde Tomoya afirmara que debería durar unas 30 horas para acabarla. El juego fue lanzado finalmente el 4 de marzo de 2022.

## Sinopsis
El juego toma lugar en el continente ficticio de Norselia. La historia se centra en un nuevo conflicto 30 años después de la "guerra ferrosalina", una guerra entre los tres países del continente - Glaucoburgo (Glenbrook), Fraguahelada (Aesfrost) y Dunalgida (Hizante) - que surgió por la lucha por los escasos recursos de sal y hierro. El juego sigue al protagonista Serinoa Wolford, el heredero de la casa Wolfford, su amigo de la infancia Roland, el segundo príncipe del reino de Glaucoburgo, Frederica Fraguahelada la prometida de Serinoa y princesa del gran archiducado de Fraguahelada, y el ayudante de la casa Wolfford Benedict Pascal, mientras atraviesan el conflicto. 

## Jugabilidad
Triangle Strategy es un RPG táctico por turnos al estilo de Fire Emblem, Tactics Ogre, o Final Fantasy Tactics. El jugador se turna para mover personajes de su grupo a través de un campo de juego basado en cuadrículas en el que los oponentes controlados por computadora deben ser atacados y derrotados. Cada personaje tiene atributos únicos y un rango de movimiento establecido por turno, así como una serie de habilidades y ataques especiales que consumen una cantidad limitada pero recargable de puntos tácticos por personaje. A lo largo de la campaña, subir de nivel personajes al usarlos en batallas aumentara sus atributos y desbloqueara nuevas habilidades y ataques especiales, el jugador también puede mejorar la clase y los atributos de un personaje específicamente para volverlo más efectivo en combate. Además de los personajes iniciales el jugador también puede reclutar otros personajes para que se unan a su equipo a lo largo de la campaña. si un personaje del equipo del jugador es vencido en batalla se retirara del combate pero no existe la muerte permanente.
Los jugadores pueden usar efectivamente el posicionamiento de sus unidades para realizar ataques más poderosos: por ejemplo, dos colocados colocados de forma que rodeen a un enemigo ambos lo atacaran en un mismo turno, mientras que un ataque desde atrás o por encima de un enemigo resultara en daño extra. Este tipo de ataques también recompensaran al jugador con puntos de valentía, los cuales pueden ser intercambiados objetos para mejorar a los personajes o especias, las cuales le permitirán al jugador utilizar acciones especiales de un solo turno durante una batalla como revivir a un miembro del equipo.
Algunas partes del entorno también pueden ser explotadas por los jugadores durante un combate: un ataque de fuego puede ser usado para prender fuego el suelo para dificultar el movimiento, mientras que en un capítulo a los jugadores se les da la opción de destruir las casas de una villa y así dañar las unidades del enemigo. El jugador también puede sacar ventaja del terreno afectándolo con ataques elementales; por ejemplo el terreno mojado puede transmitir el rango de un ataque eléctrico, mientras que un ataque de viento puede empujar a un enemigo y cambiar su posición. El juego también presenta etapas de exploración sin combate en las que el jugador puede hablar con los NPC para obtener nueva información y encontrar objetos ocultos y dinero.
El juego presenta una historia con caminos que se ramifican, con cuatro posibles finales únicos. En varios puntos, el jugador y su grupo llegan a una decisión importante consultando la Balanza de Convicciones, en la que votan por un resultado específico. Aquí, el jugador puede persuadir a los personajes en su grupo de antemano para que voten la decisión que el jugador quiera lo que alterara la dirección de la historia. además algunos personajes pueden ser reclutado solo en ciertas ramas de la historia. como sea el juego también emplea una línea de tiempo que converge, en la que los caminos que se ramifican solo divergen temporalmente de la historia central, antes de volver a unirse en una línea de tiempo central. Esto se usa hasta la decisión final, donde la historia se divide en cuatro finales distintivos. A pesar de esto, los roles de los personajes en la historia, las convicciones de los personajes, los elementos auxiliares de la historia y los miembros del grupo serán muy diferentes según estas elecciones.
El juego presenta un modo New Game Plus, que ofrece a los jugadores que regresan a la aventura con un mayor nivel de dificultad, así como la opción de ver cómo sus decisiones afectan la historia y conducen a diferentes caminos.

## Recepción
Triangle Strategy recibió críticas generalmente favorables de acuerdo con el sitio de reseñas metacritic.
En el sitio Kotaku hablaron favorablemente de la demo del juego, alabando los giros modernos a lo preestablecido por el género y como establece una historia compleja. Nintendo Life disfruto de Triangle Strategy por su profundo y satisfactorio sistema de combate, excelente narrativa, buenos personajes y alta re-jugabilidad, mientras critica la actuación de voz y los diálogos. A GamesRadar+ le pareció que a pesar del buen diseño de las batallas, la historia sufría una falta de desarrollo de personajes, "El ritmo desgarrador de las batallas significa que triangle strategy nunca se para darle un apropiado desarrollo a ninguno de sus personajes... apenas hay momentos donde se les permite ser ellos mismos fuera de estar luchando por sus malditas vidas".
Si bien no le gusto la actuación de voz, el Wahington post disfruto las dinámicas mecánicas del RPG, diciendo "muchos jugadores podrían considera la falta de opciones personalización de personaje decepcionante. como sea, yo aprecio el echo de que no tube que preocuparme de si había comprado las ultimas armas y armaduras después de cada misión", Nintendo World Report sintió que el combate hacia un uso interesante del entorno, haciendo que los mapas se sientan distintos en cuanto al juego, "Elevaciones, pilares, charcos e inclusos los vagones de las minar pueden tener un rol en el combate... incluso se puede electrificar el agua para conseguir dañar a todos quienes estén sobre ella". Eurogamer criticó el ritmo del juego, especialmente las secuencias de diálogo, "la distribución del tiempo entre cada uno de estos aspectos es donde Triangle Strategy puede volverse tedioso. frecuentemente una batalla es seguida por más de una hora de escenas".
Tras su lanzamiento, Triangle Strategy debutó en la cima de las listas de ventas de Famitsu en Japón, vendiendo 86 298 copias físicas en su primera semana. El juego debutó en el séptimo lugar en el Reino Unido la semana después de su lanzamiento. el 18 de marzo de 2022, Tomoya Asano reveló en Twitter que dos semanas después de su lanzamiento Triangle Strategy había vendido más de 200,000 copias en Japón y Asia además de 800,000 copias en general en todo el mundo.